# Chatham-Kent—Leamington
Pour les articles homonymes, voir Leamington.
Circonscription électorale fédérale du Canada
Chatham-Kent—Leamington est une circonscription électorale fédérale canadienne située en Ontario.

## Circonscription fédérale
La circonscription est située dans le sud-ouest de l'Ontario. La circonscription est constituée de la municipalité de Chatham-Kent et de Leamington (Ontario), de la réserve autochtone de Moravian 47, du Parc national de la Pointe-Pelée et de l'île Pelée.
Les circonscriptions limitrophes sont Middlesex—London, Sarnia—Lambton—Bkejwanong, Elgin—St. Thomas—London-Sud et Essex.  

### Historique
| Législature                                                                             | Années          | Député   | Député            | Parti        |
| --------------------------------------------------------------------------------------- | --------------- | -------- | ----------------- | ------------ |
| Chatham-Kent—Leamington Chatham-Kent—Essex, Essex et Lambton—Kent—Middlesex avant 2015. |                 |          |                   |              |
| 42e                                                                                     | 2015-2019       |          | Dave Van Kesteren | Conservateur |
| 43e                                                                                     | 2019–2021       | Dave Epp |                   | Conservateur |
| 44e                                                                                     | 2021–2025       | Dave Epp |                   | Conservateur |
| 45e                                                                                     | 2025 – en cours | Dave Epp |                   | Conservateur |

### Résultats électoraux
|       | Candidat              | Parti        | # de voix | % des voix |
|       | (x) Dave Van Kesteren | Conservateur | +21 677,  | 41,71 %    |
|       | Katie Omstead         | Libéral      | +19 351,  | 37,23 %    |
|       | Tony Walsh            | NPD          | +09 549,  | 18,37 %    |
|       | Mark Vercouleren      | Vert         | +01 394,  | 2,68 %     |
| Total | Total                 | Total        | 51 971    | 100 %      |

## Circonscription provinciale
Depuis les élections provinciales ontariennes du 4 octobre 2007, l'ensemble des circonscriptions provinciales et des circonscriptions fédérales sont identiques.